# هنکاک (ویرجینای غربی)
هنکاک (به انگلیسی: Hancock) یک منطقهٔ مسکونی در ایالات متحده آمریکا است که در شهرستان مورگان، ویرجینیای غربی واقع شده‌است.